# Panaxia teberdina
Panaxia teberdina är en fjärilsart som beskrevs av Leo Andrejewitsch Sheljuzhko 1934. Panaxia teberdina ingår i släktet Panaxia och familjen björnspinnare. Inga underarter finns listade i Catalogue of Life.